# Червонощок західний
Червонощо́к західний (Pyrenestes sanguineus) — вид горобцеподібних птахів родини астрильдових (Estrildidae). Мешкає в Західній Африці.

## Опис
Довжина птаха становить 14 см. У самців верхня частина тіла темно-коричнева або чорнувато-коричнева. Голова, шия з боків, горло, груди і боки малиново-червоні, блискучі. Надхвістя і центральні стернові пера малиново-червоні, крайні стернові пера коричневі. Решта нижньої частини тіла темно-коричнева. Очі карі, над і під очима помітні білі напівкільця. Дзьоб сталево-синій, лапи коричневі або оливково-коричневі. Самиці мають дещо блідіше забарвлення, лапи у них світліші.
Західним червонощокам притаманний поліморфізм, який стосується розміру їх дзьоба. Представники великодзьобої морфи можуть живитися більш твердими зернами.

## Поширення і екологія
Західні червонощоки мешкають в Сенегалі, Гамбії, Гвінеї-Бісау, Гвінеї, Сьєрра-Леоне, Ліберії і Кот-д'Івуарі. Вони живуть на болотах, в очеретяних і чагарникових заростях на берегах водойм, в лагунах і на рисових полях. Зустрічаються поодинці або парами, іноді приєднуються до змішаних зграй птахів разом з чорноголовими синьодзьобами. Живляться насінням осоки та інших злаків, іноді незрілими зернами рису.
Гніздо кулеподібне, діаметром 30 см, будується парою птахів, розміщується в густій рослинності, серед ліан або пальмового листя. В кладці 3-4 білуватих яйця. Інкубаційний період триває 14-16 днів, насиджують і самиці, і самці. Пташенята покидають гніздо 24 дні після вилуплення, що є незвично довгим часом. Вони стають повністю самостійними ще через 2 тижні.